# کالوین بومبو
کالوین بومبو (انگلیسی: Calvin Bombo؛ زادهٔ ۱۸ ژانویهٔ ۱۹۹۹) بازیکن فوتبال است.
وی همچنین در تیم ملی فوتبال جمهوری آفریقای مرکزی بازی کرده‌است.